# Странджанска къща
Странджанската къща е архитектурен тип традиционна къща, разпространена в Странджа.
Този тип къща се характеризира с разполагането на помещенията едно зад друго в дълбочина. При най-бедните разновидности на приземната странджанска къща се състоят от правоъгълно помещение (къщи) със или без навес (аят) откъм фасадата, която е откъм едната от тесните му страни. Влиза се направо в огнищеното помещение, което е с много голямо огнище. По-късно в дъното се прегражда още едно помещение – килер (задник). Огнището е разположено до стената или в ъгъла на жилищното помещение. Коминът е от камък. През него и през вратата достига светлината в къщата. Ако има прозорци, те са малки триъгълни или четириъгълни изрязъци в талпите на една от външните страни. Стените са направени от дърво – широки и дълги талпени дъски, с ширина до 70 – 80 cm, които са сглобени в ъглите с дървени клинове (чивии) без да се използват гвоздеи. Подът е измазан с глина и слама, а върху него се постилат козяци, рогозки, черги и кожи, които се използват за спане. При наклонен терен се използва денивелацията за изграждане на приземие (дам), което се използва за обор. В този случай подът е с гредоред от дъбови талпи без изолация, което позволява на топлината от обора да навлиза в жилищните помещения. В по-късно време се изгражда и закрит коридор (стобор, ставра, шумарник). Покривът е покрит с каменни плочи, дъски или керемиди. Често огнищеното помещение се разделя на две половини с помощта на черга, като задната част се използва за стопански цели или за спалня.
Според Христо Вакарелски странджанската къща има три разновидности:
- западна странджанска къща – има издължена планова схема и ъглово огнище, характерна е за селата Горно Ябълково, Долно Ябълково, Голямо Буково, Желязково, Вълчаново, Факия и Богданово;
- средна странджанска къща – състои се от издължена планова схема и огнище на стената, характерна е за Малко Търново и селата Стоилово, Бръшлян, Визица, Бяла вода, Индже войвода, Звездец, Кондолово, Граматиково и Българи; Има я и в другите странжански села от региона, включително и от днешната турска територия
- източна странджанска къща – има по-развит план и е характерна за селата Бродилово и Кости.[1]

Строи се от малкотърновските майстори и из Източна Странджа от втората половина на ХІХ век, и най-вече в началото на следващото столетие. В Бродилово и Кости тя също се появява, но старата типология местна къща присъства по-масово, включително и във варианта на братска къща. Ако тези внесени тук късни външни типологии трябваше да се разглеждат отделно, то в Западна Странджа по същото късно време се появяват дряновските и тревненски майстори които донасят първите двуетажни постройки, които са от старопланинския тип с верижен план и чердак.
Всъщност в исторически аспект „Странджанската къща“ се появява и развива из планинските селата само в два вариантни типа – Източностранджанска (Малкотърновска) и Западностранджанска (Факийска) къщи. И двата типа през средновековието са еднакви – едноетажни амфиладни с две помещения едно зад друго – „Вкъщи“ и „Задница“, като пред първото от тях има навес („Айет“). Задницата е служила за обор на дребния добитък и затова е имала освен вътрешната си врата и една странична външна. Странична външна врата от рано се появява и при обитаемото помещение с огнището, за да се проветрява по-лесно и най-вече за дневно осветление, тъй като тази едноетажна къща е нямала прозорци. В периода XVIII – XIX век в Западна Странджа местния тип къща (Факийската) остава до край едноетажен с айет, но по-късно се появяват постройки и с трето помещение пред основното обитаемо, което е също така проходно и има ъглово огнище. То е предназначено за обитаване на младите семейства, докато си построят собствен дом. В Източна Странджа където е и Странджанския строителен център, развитието на всичките талпено-спонцови сгради в планината е по-мащабно. Тук къщите стават двуетажни, като планировъчно старият двупространствен тип се „повдига“ в пълния си конструктивен и функционален вид, върху каменно приземие служещо за „дам“ (обор и изба едновременно), но същевременно се появява и едно тясно около 1 м еркерно пространство, обграждащо основния корпус от две, или три страни. Нарича се най-често „стобор“ и е място за тоалетна, мивник и склад на инструменти, други пособия и пр. Задницата вече започва да служи за склад на храни. В нея с дъски се изграждат клетки с различен обем за насипване на различните видове зърно. От тук нататък развитието е по-бурно – появява се също помещение за младото семейство, но то не е проходно защото между него и помещението Вкъщи се оформя коридор в който въвежда външна стълба с предвходова площадка. За да стане то по-голямо майсторите започват да го изнасят в ъглови еркери. Има къщи и с добавена още една стая изнесена в еркер. В село Кости и на отделни други места се строят и братски къщи със същия набор от помещения, само при тях стоборите естествено са по-малки.